# Sublime

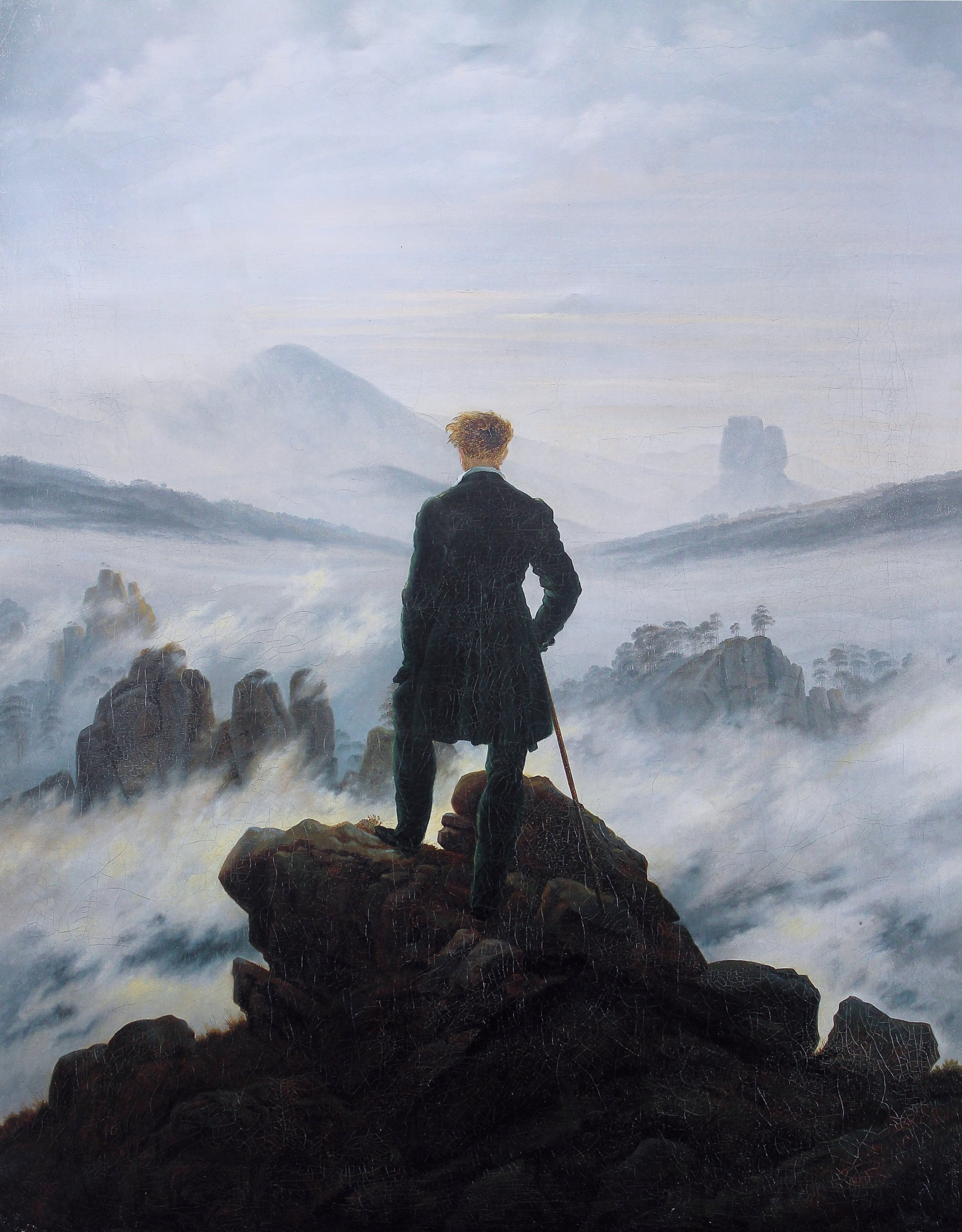
El caminante sobre el mar de nubes (1818), de Caspar David Friedrich, representación prototípica de lo sublime.

Lo sublime es una categoría estética, derivada principalmente de la célebre obra Περὶ ὕψους (Sobre lo sublime) del crítico o retórico griego Longino (o Pseudo-Longino), y que consiste fundamentalmente en una "grandeza" o, por así decir, belleza extrema, capaz de llevar al espectador a un éxtasis más allá de su racionalidad, o incluso de provocar dolor por ser imposible de asimilar. El concepto de lo "sublime" fue redescubierto durante el Renacimiento y gozó de gran popularidad durante el Barroco, durante el siglo XVIII alemán e inglés, y sobre todo durante el primer Romanticismo.

## Definición y antecedentes
Según el concepto original de Longino, lo sublime, que se resume en la composición digna y elevada, se funda en cinco causas o fuentes, tanto innatas como de técnica perteneciente sobre todo a las figuras de dicción y metafóricas del lenguaje. Lo sublime es una elevación y excelencia en el lenguaje de que se sirvieron prosistas y poetas que han alcanzado la inmortalidad (1.4). Se trata de  una "grandeza" de estilo cuya doctrina básica perviviría durante toda la Edad Media identificándose en el Virgilio superior de la Eneida. Dice Longino que lo sublime, usado en el momento oportuno, pulveriza como el rayo todas las cosas y muestra en un abrir y cerrar de ojos y en su totalidad los poderes del orador (1.4); que es grande realmente solo "aquello que proporciona material para nuevas reflexiones" y hace difícil, más aún imposible, toda oposición y "su recuerdo es duradero e indeleble" (7.5). "Nada hay tan sublime como una pasión noble, en el momento oportuno, que respira entusiasmo como consecuencia de una locura y una inspiración especiales y que convierte a las palabras en algo divino" (8.4). Siguiendo la tradicional oposición retórica virtud/vicio, explica Longino cómo "lo sublime reside en la elevación, la amplificación en la abundancia" (15.12, ed. esp. García López).
En sentido técnico, "sublime" es una calificación que la retórica antigua estableció en el marco de su Teoría de los estilos como designación del más elevado o grande de estos. El concepto longiniano de "grandeza", de raíz neoplatónica, tiene su gran precedente de sentido más estético que retórico en el diálogo Fedro de Platón, donde se conceptúa la "elevación", relativa a la "manía" y al conjunto de la gama platónica de la inspiración. Esta tradición conduce, en términos retóricos pero asimismo de proyección estética, a san Agustín, donde se cristianiza. Lo sublime, ya asociado también por Longino al "silencio" en sentido elocutivo, adquiere mediante este último término un desarrollo específicamente contemplativo y transcendental en el régimen de la mística europea y, especialmente, española (Juan de la Cruz, Teresa de Jesús, Francisco de Osuna...). Esta es la base del moderno desarrollo kantiano, fundado en la "infinitud" y la "suspensión".
En la estética oriental, y particularmente en la zen, donde no se distingue lo natural de lo artificial, se denomina a lo sublime yūgen. La traducción de la palabra depende del contexto. En los escritos filosóficos chinos yugen significa "oscuro", "profundo" y "misterioso". En el criticismo de la Waka (poesía japonesa), yugen ha sido usado para describir la sutil profundidad de las cosas que pueden ser vagamente referidas en los poemas. También se puede referir al nombre de un estilo de poesía, uno de los diez estilos ortodoxos delineados por Fujiwara no Teika en sus tratados. En otros tratados de teatro nō por Zeami Motokiyo yugen por el contrario se refiere a la gracia y elegancia del vestido y el comportamiento de las damas de la corte.
En teatro, yugen se refiere a la interpretación de Zeami como "elegancia refinada" en la actuación de nō, pero también significa "un profundo y misterioso sentido de la belleza del universo... y la triste belleza del sufrimiento humano”.

## Siglos XVI-XVII: el redescubrimiento de lo sublime
El tratado de Longino Sobre lo sublime y el concepto mismo permanecieron escasamente identificados  durante la Edad Media. Los amigos neoplatónicos de Miguel Ángel Buonarroti hablaban de su terribilità. Su gran notoriedad e influencia se alcanza en el siglo XVI, después de que Francesco Robortello publicase una edición de la obra clásica en Basilea en 1554, y Niccolò da Falgano otra en 1560. A partir de estas ediciones originales, las traducciones en lenguas vernáculas proliferaron.
Durante el siglo XVII, los conceptos de Longino sobre la belleza gozaron de gran estima, y fueron aplicados al arte barroco. La obra fue objeto de decenas de ediciones durante ese siglo. La más influyente de ellas se debió a Nicolas Boileau-Despréaux (Tratado de lo sublime o de las maravillas en la oratoria, 1674), que situó nuevamente al tratado y al concepto en el centro del debate crítico de la época. La difundida versión de Boileau no es técnicamente relevante ni de especial comprensión del concepto, si bien contribuye a difundir un concepto retórico que “eleva, rapta, transporta” y se dirige al sentimiento más que a la razón. Durante este periodo todavía había quien consideraba De lo sublime una obra demasiado primitiva como para ser aceptable por el civilizado hombre moderno.

## ElsigloXVIII: Reino Unido
La recuperación moderna del concepto de lo sublime se produjo notablemente en el Reino Unido, en el siglo XVIII, dentro de la filosofía empirista. Ya Anthony Ashley Cooper III conde de Shaftesbury, y John Dennis, tras un viaje por los Alpes, expresaron su admiración por las formas sobrecogedoras e irregulares de la naturaleza exterior, apreciaciones estéticas que Joseph Addison sintetizó en su revista The Spectator (1711) en una serie de artículos titulados Pleasures of the Imagination.
En Los placeres de la imaginación, Addison introdujo el gusto por cosas que estimulan la imaginación, distinguiendo tres cualidades estéticas principales: grandeza (sublimidad), singularidad (novedad) y belleza. También creó una nueva categoría, lo “pintoresco”, aquel estímulo visual que aporta una sensación tal de perfección que pensamos que debería ser inmortalizado en un cuadro. Addison relacionó la belleza con la pasión, desligándola de la razón: la belleza nos afecta de forma inmediata e instantánea, como un golpe, actuando de forma más rápida que la razón, por lo que es más poderosa. Al retomar el concepto de lo sublime esbozado por Longino, lo elevó de categoría retórica a general, trasladándolo del lenguaje a la imagen.

"Los ojos tienen campo para espaciarse en la inmensidad de las vistas, y para perderse en la variedad de objetos que se presentan por sí mismos a sus observaciones. Tan extensas e ilimitadas vistas son tan agradables a la imaginación como lo son al entendimiento las especulaciones de la eternidad y del infinito".
Joseph Addison, Los placeres de la imaginación (1711).

Esta obra de Addison, en la que el concepto de grandeza se une al de sublimidad, junto con la obra de Edward Young Night Thoughts (1745), suelen considerarse como los puntos de partida de Edmund Burke a la hora de escribir su A Philosophical Inquiry into the Origin of Our Ideas of the Sublime and Beautiful ("Una investigación filosófica sobre el origen de nuestras ideas de lo sublime y lo bello") (1756). La importancia de la obra de Burke radica en que fue el primer filósofo en argüir que lo sublime y lo bello son categorías que se excluyen mutuamente, del mismo modo en que lo hacen la luz y la oscuridad. La belleza puede ser acentuada por la luz, pero tanto una luz demasiado intensa como la total ausencia de luz son sublimes, en el sentido de que pueden nublar la visión del objeto. La imaginación se ve así arrastrada a un estado de horror hacia lo "oscuro, incierto y confuso". Este horror, sin embargo, también implica un placer estético, obtenido de la conciencia de que esa percepción es una ficción.
Burke describió lo sublime como un temor controlado que atrae al alma, presente en cualidades como la inmensidad, el infinito, el vacío, la soledad, el silencio, etc. Calificó la belleza como “amor sin deseo”, y lo sublime como “asombro sin peligro”. Así, creó una estética fisiológica, ya que para Burke la belleza provoca amor y lo sublime temor, que pueden sentirse como reales. Introdujo igualmente la categoría de lo “patético”, emoción igualable al placer como sentimiento, que proviene de experiencias como la oscuridad, el infinito, la tormenta, el terror, etc. Estos sentimientos producen una “purgación”, recogiendo de nuevo la teoría de la “catarsis” de Aristóteles.

## ElsigloXVIIIen Alemania: Kant

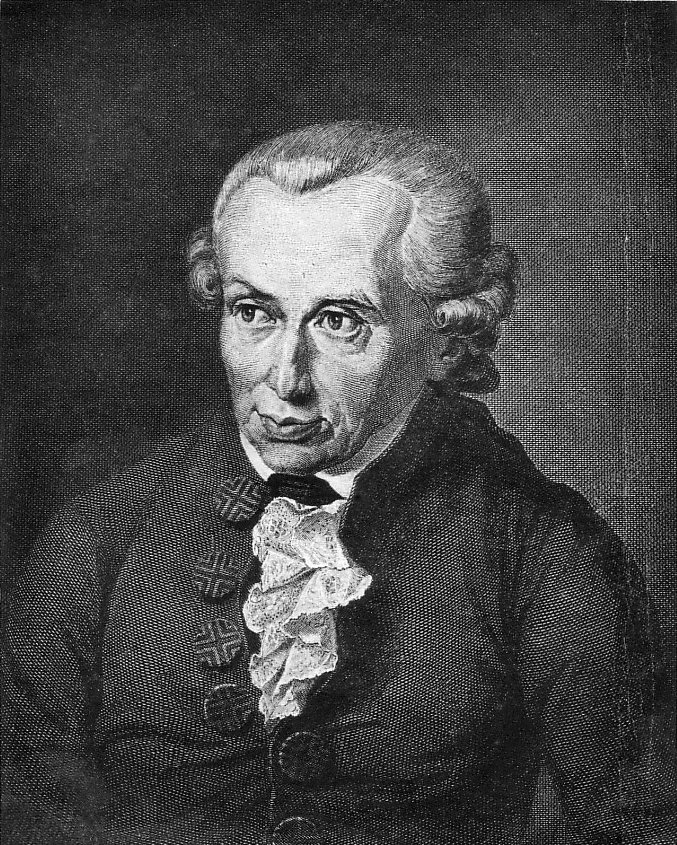
Immanuel Kant.

Immanuel Kant publicó en 1764 el breve Beobachtungen über das Gefühl des Schönen und Erhabenen ("Observaciones sobre el sentimiento de lo bello y lo sublime"), solo verdaderamente desarrollado más tarde en su Crítica del Juicio (1790). Kant investigó el concepto de lo sublime, definiéndolo como “lo que es absolutamente grande” o solo comparable a sí mismo, lo cual vendría a sobrepasar al contemplador causándole una sensación de displacer, y puede darse únicamente en la naturaleza, ante la contemplación acongojante de algo cuya mesura sobrepasa nuestras capacidades. El sublime kantiano es en el sujeto, si bien ha de mantener concordancia con la naturaleza.

"El sentimiento de lo sublime es, pues, un sentimiento de displacer debido a la inadecuación de la imaginación en la estimación estética de magnitudes respecto a la estimación por la razón, y a la vez un placer despertado con tal ocasión precisamente por la concordancia de este juicio sobre la inadecuación de la más grande potencia sensible con ideas de la razón, en la medida en que el esfuerzo dirigido hacia estas es, empero, ley para nosotros."

Así, lo bello es una tranquila contemplación, un acto reposado, mientras que la experiencia de lo sublime agita y mueve el espíritu, causa temor, pues sus experiencias nacen de aquello que es temible, y se convierte en sublime a partir de la inadecuación de nuestras ideas con nuestra experiencia. De tal manera, para sentir lo sublime, a diferencia de para sentir lo bello, es menester la existencia de una cierta cultura: el hombre rudo, dice Kant, ve atemorizante lo que para el culto es sublime. El poderío de esta experiencia estética invoca nuestra fuerza, y la naturaleza es sublime porque eleva la imaginación a la presentación de los casos en que el ánimo puede hacer para sí mismo sensible la propia sublimidad de su destinación, aún por sobre la naturaleza. De tal modo, Kant interpretó la naturaleza como fuerza, y en ella está lo sublime:

"Rocas audazmente colgadas y, por decirlo así, amenazadoras, nubes de tormenta que se amontonan en el cielo y se adelantan con rayos y con truenos, volcanes en todo su poder devastador, huracanes que van dejando tras de si desolación, el océano sin límites rugiendo de ira, una cascada profunda en un río poderoso, etc, reducen nuestra facultad de resistir a una insignificante pequeñez, comparada con su fuerza. (...) llamamos gustosos sublimes a esos objetos porque elevan las facultades del alma por encima de su término medio ordinario".

Para Kant lo sublime es la ilimitación de magnitud o de fuerza: así como la belleza es forma, lo finito y limitado, lo sublime es lo informe, infinitud. La belleza comporta gusto, lo sublime atracción. La sublimidad es, en cierto modo, el punto donde la belleza pierde las formas, un superlativo de la belleza. Lo sublime es “aquello absolutamente grande”, aquello no imaginable. Es lo que gusta inmediatamente pero por la resistencia que opone al interés de los sentidos: una música muy alta, un sabor muy fuerte, un olor muy intenso. Kant distinguió un sublime “matemático” (del intelecto) y otro “dinámico” (de los sentidos) o del poder; el matemático se opone a la comprensión, mientras que el dinámico puede amenazar nuestra integridad física (por ejemplo, una tormenta de mar).

## La época romántica y Schopenhauer

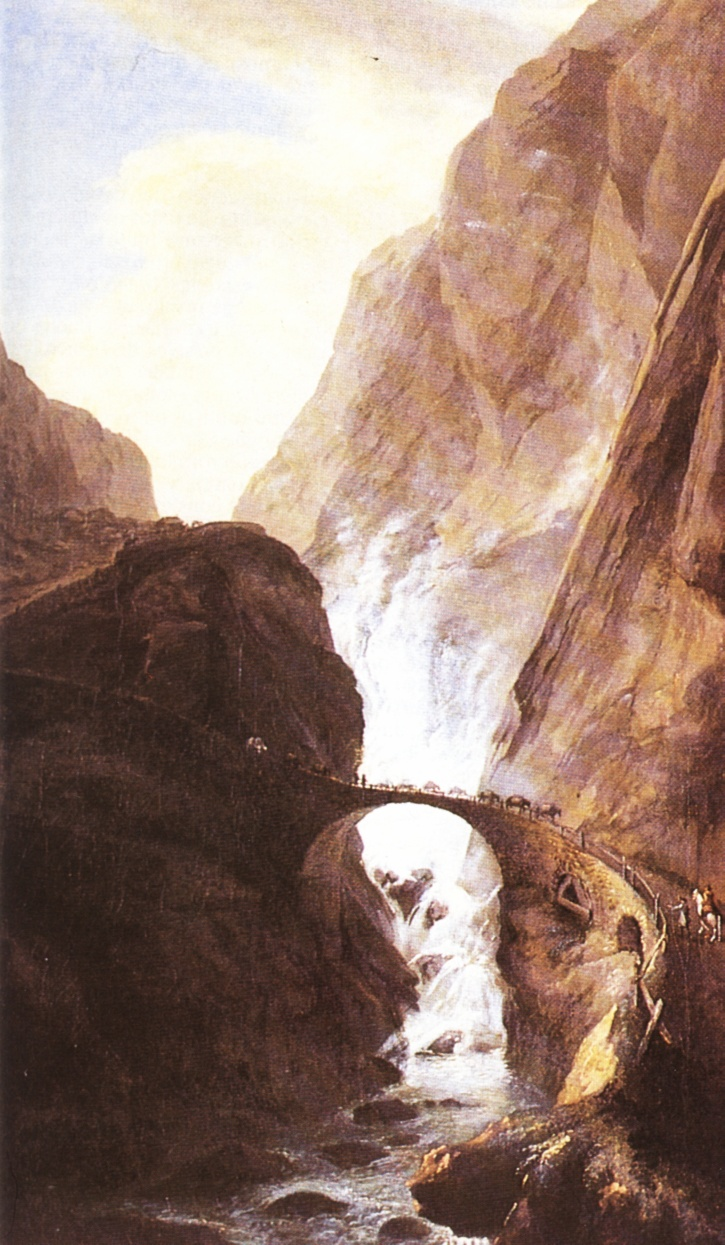
El puente del Demonio en Schöllenen (1777), de Caspar Wolf.

De hecho y en sentido estricto, la formación de la teoría de lo sublime es esencialmente anterior al Romanticismo. El concepto se incorporó a la cultura artística prerromántica y romántica desde sus orígenes, tanto en Reino Unido como en Alemania. La concepción panteísta de algunos de los primeros románticos, o la visión arrebatada y violenta de la naturaleza propia del Sturm und Drang, se corresponden muy bien con los últimos estadios de lo sublime tal y como los definió Schopenhauer.
Johann Christoph Friedrich Schiller, tras Kant el más importante pensador de esta categoría, compuso, entre otros elementos importantes relativos al concepto, dos ensayos fundamentales (De lo sublime, 1793, y Sobre lo sublime, 1801). Cabría decir que distingue tres fases: “sublime contemplativo”, el sujeto se enfrenta al objeto, que es superior a su capacidad; “sublime patético”, peligra la integridad física; y “superación de lo sublime”, en que el hombre vence moralmente, porque es superior intelectualmente. Schiller, que se sobrepone a Kant mediante la reconfiguración de la relación bello/sublime y conduce este último a teoría de la tragedia ampliamente desarrollada, se mantiene básicamente kantiano cuando piensa que el sentimiento de lo sublime es un sentimiento mixto "compuesto por un sentimiento de tristeza, que en su más alto grado se expresa a modo de escalofrío, y por un sentimiento de alegría, que puede llegar hasta el entusiasmo y, si bien no cabe sea entendido precisamente como gozo, las almas refinadas lo prefieren con mucho a cualquier placer"
Schiller conduce la teoría de lo sublime, como en general todo el núcleo de su pensamiento, a una teoría de la libertad. Según Schiller, y esto es muy importante para la concepción de lo sublime, el arte ofrece todas las ventajas de la naturaleza y ninguno de sus inconvenientes. En general, es de notar que el pensamiento poskantiano, sobre todo a partir de Herder, centró el problema sobre la dificultad de la radical distinción bello/sublime.
El pensamiento romántico alemán propiamente dicho, comienza sobre lo sublime, tras Herder, con Schleiermacher, Schelling y Jean Paul Richter, quien muy avanzadamente conduce el "humorismo" a "sublime destruido". Por su parte, Hegel, que acepta la base kantiana, sin embargo historiza y traslada lo sublime al mundo originario del arte simbólico anterior a la cultura clásica griega. Esto ha de entenderse sobre todo en razón de que hegelianamente el arte, como la religión, queda confinado al pasado y constituye una realidad conclusa, es decir sin futuro, a diferencia de lo propuesto por Kant, referible tanto al pasado como al futuro.
El antihegeliano Arthur Schopenhauer hizo una lista de las etapas intermedias desde lo bello hasta lo más sublime en su El mundo como voluntad y representación (capítulo 39). Para este filósofo, el sentimiento de lo bello nace simplemente de la observación de un objeto benigno. El sentimiento de lo sublime, en cambio, es el resultado de la observación de un objeto maligno de gran magnitud, que podría destruir al observador. Las fases entre uno y otro sentimiento serían por tanto las siguientes:
- Sentimiento de lo bello - La luz reflejada en una flor (placer por la percepción de un objeto que no puede dañar al observador).
- Sentimiento muy débil de lo sublime - La luz reflejada en unas rocas (placer por la observación de objetos que no suponen una amenaza, pero carentes de vida).
- Sentimiento débil de lo sublime - Un desierto infinito sin movimiento (placer por la visión de objetos que no pueden albergar ningún tipo de vida).
- Sentimiento de lo sublime - Naturaleza turbulenta (placer por la percepción de objetos que amenazan con dañar o destruir al observador).
- Sentimiento completo de lo sublime - Naturaleza turbulenta y abrumadora (placer por la observación de objetos muy violentos y destructivos).
- Sentimiento más completo de lo sublime - La inmensidad de la extensión o duración del universo (placer por el conocimiento del observador de su propia insignificancia y de su unidad con la naturaleza).

Si el prerromanticismo había sido temprano en algunos países, sobre todo en Inglaterra, el romanticismo, fuera de Alemania fue en distinto grado un fenómeno de expansión más tardía. En Francia, el mayor valedor del concepto de lo sublime fue Victor Hugo, tanto en sus poesías como en el prefacio a su obra de teatro Cromwell, donde definió lo sublime como una combinación de lo bello y lo grotesco, opuesta a la idea clásica de perfección. Además, tanto El jorobado de Notre Dame (en Nuestra Señora de París), como muchos de los elementos de Los Miserables pueden ser considerados propiamente dentro de la categoría de lo sublime. En Italia, para la teoría de lo sublime son de considerar sobre todo las obras de Martignoni y Tommaseo.

## En España
En España, con el antecedente ya lejano de Benito Jerónimo Feijoo en su ensayo El no sé qué (1734), José Luis Munárriz tradujo las Lecciones sobre la Retórica y las Bellas Letras de Hugh Blair (Madrid, 1798-1799, 4 vols., segunda edición Madrid, 1804, y otras varias), publicada primitivamente en 1783, donde exponía la estética de lo sublime del prerromanticismo inglés; la asumió además el humanista y poeta prerromántico Francisco Sánchez Barbero en los "Principios sobre lo bello y el gusto" de sus Principios de retórica y poética (1805) apoyándose además en los trabajos de Esteban de Arteaga; Gustavo Adolfo Bécquer se extendió sobre lo sublime en sus Cartas literarias a una mujer (1860-1861) y después el gran filólogo romántico Manuel Milá y Fontanals (Principios de Estética y Estética y teoría literaria, 1869) ahondó también teóricamente en esta categoría.

## Algunas revisiones postrománticas del concepto
Las últimas décadas del siglo XIX, invadidas por las múltiples estéticas del posromanticismo, vieron el nacimiento de la Kunstwissenschaft o "ciencia del arte", un movimiento que intentaba discernir las leyes de la apreciación estética y alcanzar un acercamiento científico a la experiencia estética. Pero los pensadores poshegelianos, y especialmente Vischer, habían ya conducido hacia una compleja inversión de la categoría de lo sublime. A comienzos del siglo XX, el neokantiano alemán Max Dessoir, que fundó la revista Zeitschrift für Ästhetik und allgemeine Kunstwissenschaft, publicó su Ästhetik und allgemeine Kunstwissenschaft, en la que distinguía cinco formas estéticas básicas: lo bello, lo sublime, lo trágico, lo feo y lo cómico. La experiencia de lo sublime implicaba para Dessoir un olvido del propio yo, en el que el miedo es sustituido por una sensación de bienestar y seguridad al enfrentarse a un ser superior. Esta sensación es similar a la experiencia trágica: la "conciencia trágica" es la capacidad de lograr un estado exaltado de la conciencia, logrado a partir de la aceptación del sufrimiento inevitable destinado a todos los seres humanos, y de las oposiciones irresolubles de la vida. 
Lo sublime también se encontraba en la base del modernismo, por cuanto intentaba reemplazar a lo meramente bello mediante la liberación del observador de las limitaciones de su condición humana. Fue relevantemente tratado por un buen número de pensadores, entre los cuales cabría recordar a George Santayana y Nicolai Hartmann. Por otra parte, es preciso constatar cómo el siglo XX ha definido una persistente e intensa tendencia a la aminoración y pérdida de transcendentalidad de la categoría, convertida ahora en categorización por antonomasia de una vida y un arte cuya común intranscendencia ya había quedado sellada en la época de la Vaguardia histórica. Así se creó un "sublime de bolsillo" (todavía transcendental, en el margo de la poesía) y, finalmente, por ejemplo, un "sublime del día" o hasta de la política.
En la obra del teórico posmoderno Jean-François Lyotard, lo sublime apunta a una aporía de la razón: indica el límite de nuestras capacidades conceptuales y revela la multiplicidad e inestabilidad del mundo postmoderno. Fredric Jameson da a la categoría "sublime" un sentido distinto de Kant, más próximo a la concepción de Burke, de estupor y horror, para describir la experiencia estética del hiperrealismo, al que considera el arte del capitalismo tardío. Encuentra en el hiperrealismo el síntoma de un mundo dominado por la imagen, en que es posible no distinguir la verdad de la falsedad, en que la vida diaria de la ciudad es alienante, en que la vista se deleita con imágenes convertidas en mercancía: la pobreza urbana es mostrada con brillantes superficies, y hasta los automóviles destruidos brillan con una especie de resplandor alucinatorio. (También lo denomina “sublime Camp”).
Es cierto que también ha existido alguna teoría reciente asimiladora elevada de sublime y "universalidad", pero salvo contadísimas excepciones, la fuerza de la trivialización o aminoración categorial ha sido la tendencia dominante que ha perpetuado el siglo XX y ha alcanzado al XXI, en correspondencia con la evolución de las artes.

## Lo sublime en el arte

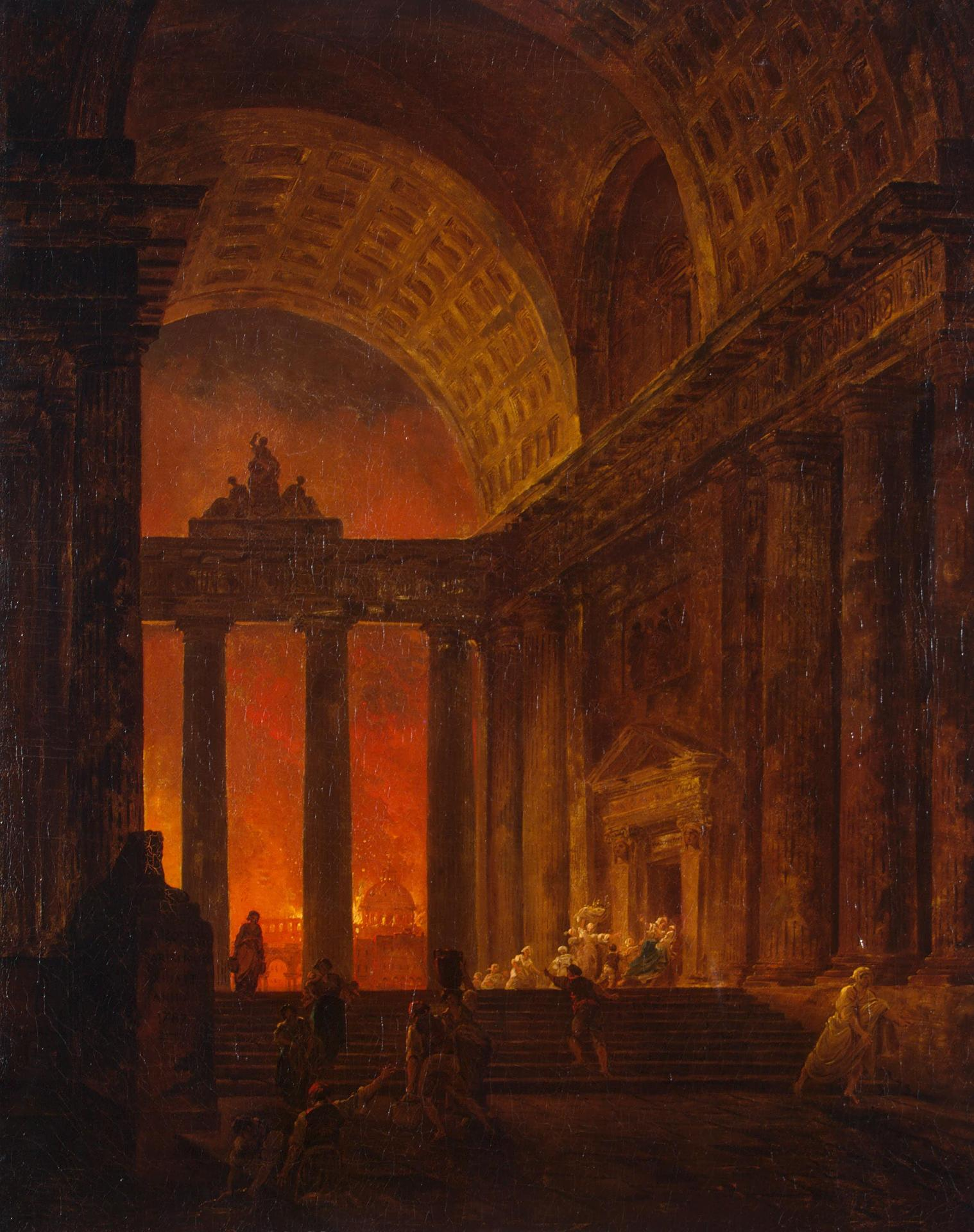
Incendio de Roma (1787), de Hubert Robert.

Lo sublime tuvo gran relevancia en el romanticismo: los románticos tenían la idea de un arte que surge espontáneamente del individuo, destacando la figura del “genio” –el arte es la expresión de las emociones del artista–. Se exalta la naturaleza, el individualismo, el sentimiento, la pasión, una nueva visión sentimental del arte y la belleza que conlleva el gusto por formas íntimas y subjetivas de expresión, como lo sublime. También otorgaron un nuevo enfoque a lo oscuro, lo tenebroso, lo irracional, que para los románticos era tan válido como lo racional y luminoso. Partiendo de la crítica de Rousseau a la civilización, el concepto de belleza se alejó de cánones clásicos, reivindicando la belleza ambigua, que acepta aspectos como lo grotesco y lo macabro, que no suponen la negación de la belleza, sino su otra cara. Se valoró la cultura clásica, pero con una nueva sensibilidad, valorando lo antiguo, lo primigenio, como expresión de la infancia de la humanidad. Asimismo, se revalorizó la Edad Media, como época de grandes gestas individuales, en paralelo a un renacer de los sentimientos nacionalistas. El nuevo gusto romántico tuvo especial predilección por la ruina, por lugares que expresan imperfección, desgarramiento, pero a la vez evocan un espacio espiritual, de recogimiento interior.
En arte, lo sublime corrió en paralelo con el concepto de lo pintoresco, la otra categoría estética introducida por Addison: es un tipo de representación artística basada en unas determinadas cualidades como serían la singularidad, irregularidad, extravagancia, originalidad o la forma graciosa o caprichosa de determinados objetos, paisajes o cosas susceptibles de ser representadas pictóricamente. Así, sobre todo en el género del paisaje, en el arte romántico se aúnan sublime y pintoresco para producir una serie de representaciones que generen nuevas ideas o sensaciones, que agiten la mente, que provoquen emociones, sentimientos. Para los románticos, la naturaleza era fuente de evocación y estímulo intelectual, elaborando una concepción idealizada de la naturaleza, que perciben de forma mística, llena de leyendas y recuerdos, como se denota en su predilección por las ruinas. El paisaje romántico cobró predilección por la naturaleza grandiosa: grandes cielos y mares, grandes cumbres montañosas, desiertos, glaciares, volcanes, así como por las ruinas, los ambientes nocturnos o tormentosos, las cascadas, los puentes sobre ríos, etc. Sin embargo, no solo el mundo de los sentidos proporciona una visión sublime, también existe una sublimidad moral, presente en acciones heroicas, en los grandes actos civiles, políticos o religiosos, como se podrá ver en las representaciones de la Revolución francesa. Igualmente, existe la sublimidad pasional, la de la soledad, la nostalgia, la melancolía, la ensoñación, el mundo interior de cada individuo.

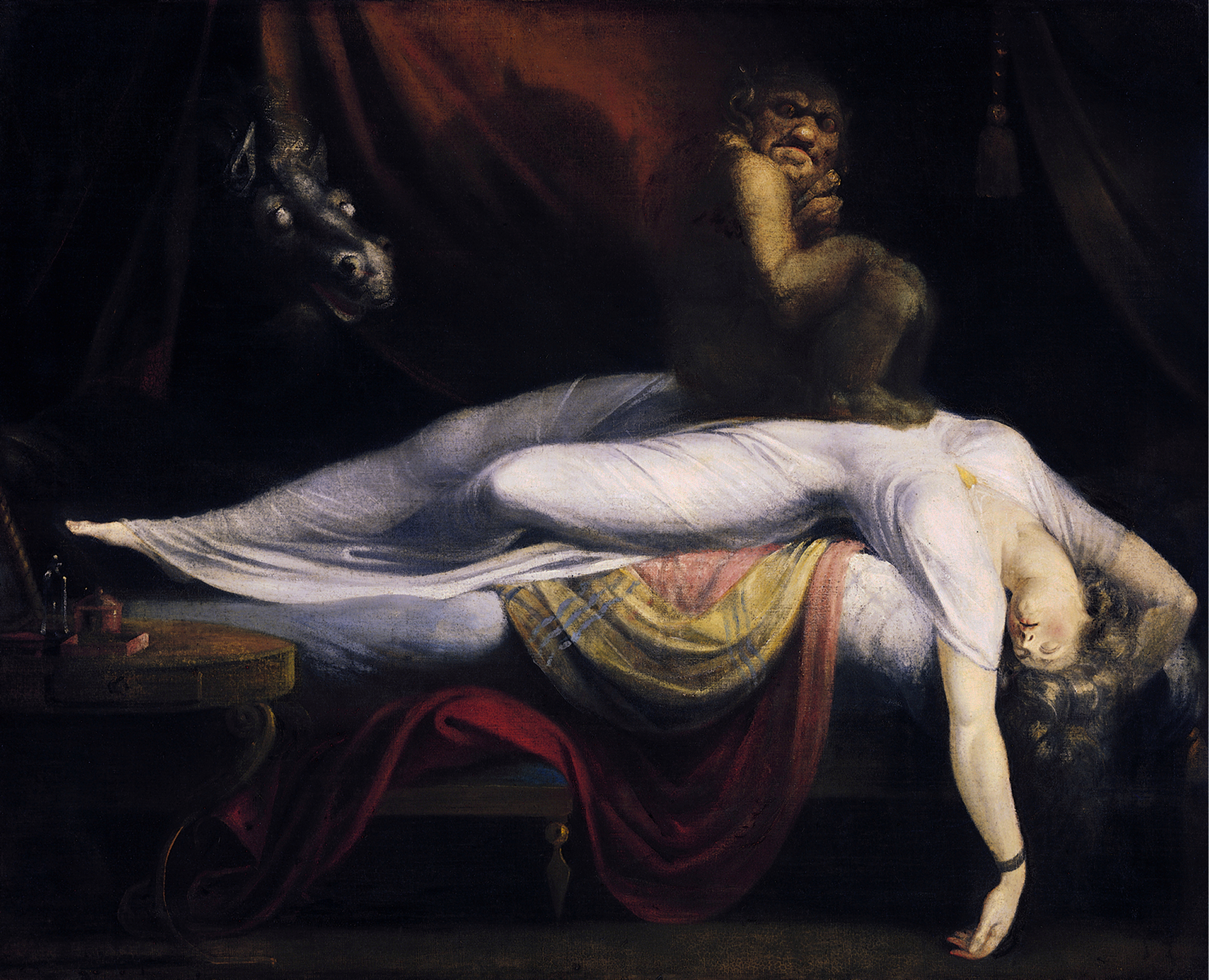
La pesadilla (1781), de Johann Heinrich Füssli, muestra de lo sublime patético, del sentimiento sobrecogedor de lo terrorífico.

Los románticos encontraron cierta sublimidad –con efectos retroactivos– en la arquitectura gótica o en la “terribilità” de Miguel Ángel, que para ellos era el genio sublime por excelencia. Sin embargo, el arte sublime se debe circunscribir al realizado en los siglos XVIII y XIX, sobre todo en Alemania y Reino Unido. Dos de los más grandes representantes de lo sublime, entendido como grandeza y como sentimiento desbordante, como un sublime moral más que físico, fueron William Blake y  Johann Heinrich Füssli. Blake, poeta y pintor, ilustraba sus propias composiciones poéticas con imágenes de desbordante fantasía, personales e inclasificables, mostrando una imagen paroxística de lo sublime por el carácter épico, místico y apasionado de los personajes y las composiciones, de movimiento dinámico y exacerbado, de influencia miguelangelesca, como en su poema simbólico Jerusalén (1804-1818) –Blake elaboraba a la vez imagen y texto, como en las miniaturas medievales–. Füssli, pintor suizo afincado en Gran Bretaña, realizó una obra de temática basada en lo macabro y lo erótico, lo satírico y lo burlesco, con una curiosa dualidad, por una parte los temas eróticos y violentos, por otra una virtud y sencillez influida por Rousseau, pero con una personal visión trágica de la humanidad. Su estilo era imaginativo, monumental, esquemático, con cierto aire manierista influido por Miguel Ángel, Pontormo, Rosso Fiorentino, Parmigianino y Domenico Beccafumi. El sentido de lo sublime en Füssli se circunscribe al ámbito emocional, psíquico, más que al físico: es la sublimidad del gesto heroico, como en Juramento en el Rütli (1779); del gesto desolado, como en El artista desesperado ante la grandeza de las ruinas antiguas (1778-80); o del gesto terrorífico, como en La pesadilla (1781).

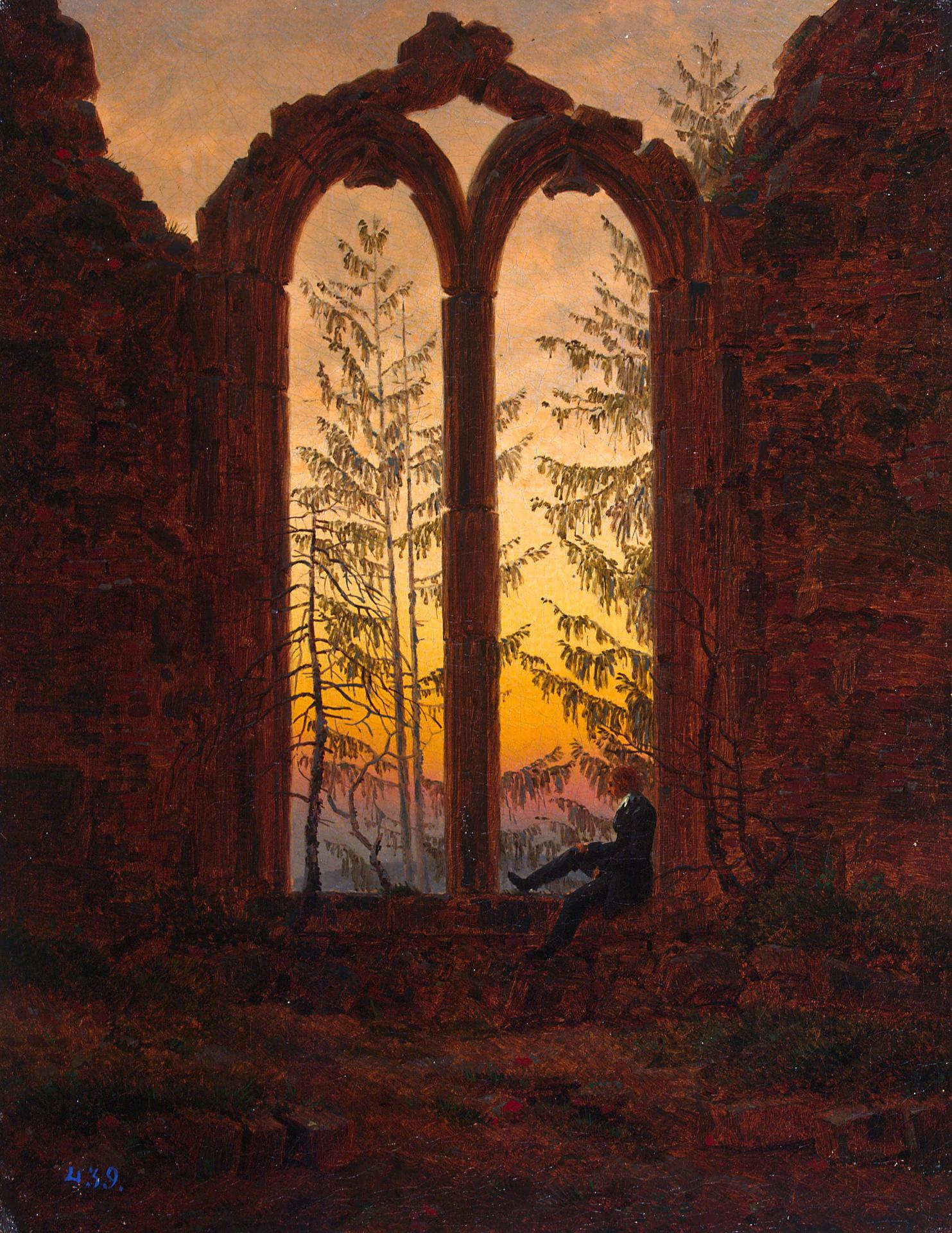
Soñador (Ruinas de un monasterio en el Oybin) (1835), de Caspar David Friedrich.

Quizá el más prototípico artista de lo sublime fue el alemán Caspar David Friedrich, que tenía una visión panteísta y poética de la naturaleza, una naturaleza incorrupta e idealizada donde la figura humana tan solo representa el papel de un espectador de la grandiosidad e infinitud de la naturaleza –obsérvese que generalmente las figuras de Friedrich aparecen de espaldas, como dando paso a la contemplación de la gran vastedad del espacio que nos ofrece–. Entre sus obras destacan: Dolmen en la nieve (1807), La cruz en la montaña (1808), El monje junto al mar (1808-1810), Abadía en el robledal (1809), Arco iris en un paisaje de montañas (1809-1810), Acantilados blancos en Rügen (1818), El caminante sobre el mar de nubes (1818), Dos hombres contemplando la luna (1819), Océano glacial (Naufragio de la “Esperanza”) (1823-1824), El gran vedado (1832), etc.

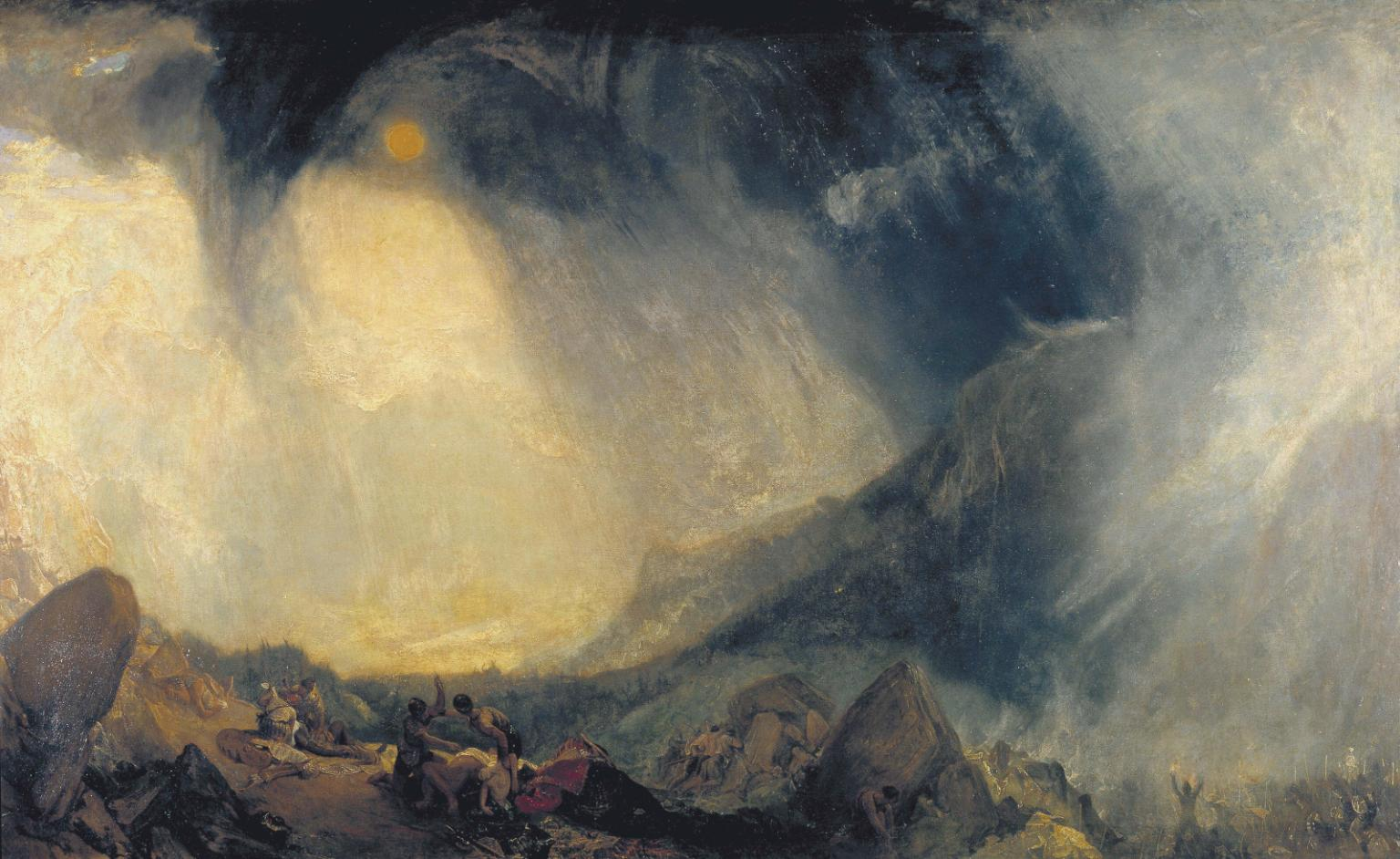
Aníbal cruzando los Alpes (1812), de Joseph Mallord William Turner.

Otro nombre de relevancia es el de Joseph Mallord William Turner, paisajista que sintetizó una visión idílica de la naturaleza influida por Poussin y Lorrain, con una predilección por los fenómenos atmosféricos violentos: tormentas, marejadas, niebla, lluvia, nieve, o bien fuego y espectáculos de destrucción. Son paisajes dramáticos, perturbadores, que provocan sobrecogimiento, dan sensación de energía desatada, de tenso dinamismo. Cabe destacar los profundos experimentos realizados por Turner sobre cromatismo y luminosidad, que otorgaron a sus obras un aspecto de gran realismo visual. Entre sus obras destacan: El paso de San Gotardo (1804), Naufragio (1805), Aníbal cruzando los Alpes (1812), El incendio de las Casas de los Lores y de los Comunes (1835), Negreros tirando por la borda a muertos y moribundos (1840), Crepúsculo sobre un lago (1840), Lluvia, vapor y velocidad (1844), etc.
También cabría citar como paisajistas enmarcados en la representación de lo sublime a John Martin, Thomas Cole y John Robert Cozens en el Reino Unido; Ernst Ferdinand Oehme y Carl Blechen en Alemania; Caspar Wolf en Suiza; Joseph Anton Koch en Austria; Johan Christian Dahl en Noruega; Hubert Robert y Claude-Joseph Vernet en Francia; y Jenaro Pérez Villaamil en España.